# Paweł Gembicki
Paweł Gembicki herbu Nałęcz (zm. 1687) – kasztelan łęczycki.
Syn Stefana, wojewody łęczyckiego i Elżbiety Grudzińskiej, córki Stefana Grudzińskiego, kasztelana nakielskiego. Trzykrotnie żonaty. Pierwszą żonę Barbarę Rozdrażewską poślubił w 1638 roku. Urodziła syna Stefana (zm. 1692\1693), kasztelana rogozińskiego i płockiego. Druga żona Anna Weiher, córka Dymitra, ekonoma malborskiego i kasztelana gdańskiego nie pozostawiła potomstwa.
Trzecia żona Eleonora Anna Mniewska, córka kasztelana Konar Łęczyckich, urodziła dwóch synów: Konstantego i Macieja – kasztelana inowrocławskiego oraz dwie córki: Annę, późniejszą żonę Piotra Władysława Boglewskiego, stolnika czerskiego i Elżbietę, żonę Ludwika Zielińskiego, podkomorzego łomżyńskiego
Studiował w Krakowie w 1630 roku.
Paweł Gembicki piastował wiele urzędów. W latach 1665–1683 był kasztelanem łęczyckim. W latach 1647–1665 pełnił urząd kasztelana międzyrzeckiego. Kasztelanem santockim był od 1645 roku. Pełnił też urzędy ziemskie. W Poznaniu był podczaszym od 1641 roku i stolnikiem 1639. Urząd starosty sprawował w Gnieźnie. Był starostą dybowskim i mieściskim.
Będąc Kasztelanem międzyrzeckim, w 1648 roku podpisał z województwem poznańskim elekcję Jana II Kazimierza, przyszłego Króla Polski. W 1655 roku w czasie potopu szwedzkiego podpisał kapitulację pod Ujściem szlachty województw województwa poznańskiego i kaliskiego. W 1672 roku był deputatem województwa łęczyckiego na Trybunał Główny Koronny. W 1674 roku był elektorem Jana III Sobieskiego z województwa łęczyckiego.
Miał liczne dobra majątkowe: Łabiszyn, Ponętowa, Lubiekow, Cherstop, Kulinki, Izbice, Borzysławice, Barłogów i Grodno.
Został pochowany w Borzysławicach.